# マールス
マールス（ラテン語：Mārs) は、ローマ神話における戦と農耕の神。日本語ではマルスとも呼ばれる。

## 概要
元の名はマーウォルス (Māvors) であるらしく、また、マーメルス (Māmers) とも呼ばれていた。
ギリシア神話のアレースと同一視され、軍神としてグラーディーウス（Grādīus、「進軍する者」の意）という異称でも呼ばれる。しかし、疫病神のように思われて全く良い神話のないアレースに対し、マールスは勇敢な戦士、青年の理想像として慕われ、主神並みに篤く崇拝された重要な神である。聖獣は狼、馬、雄牛、猪で聖鳥はキツツキ、雄鶏、聖樹はイチジク、柏、月桂樹などである。槍、盾、剣もその象徴となる。

## 神格

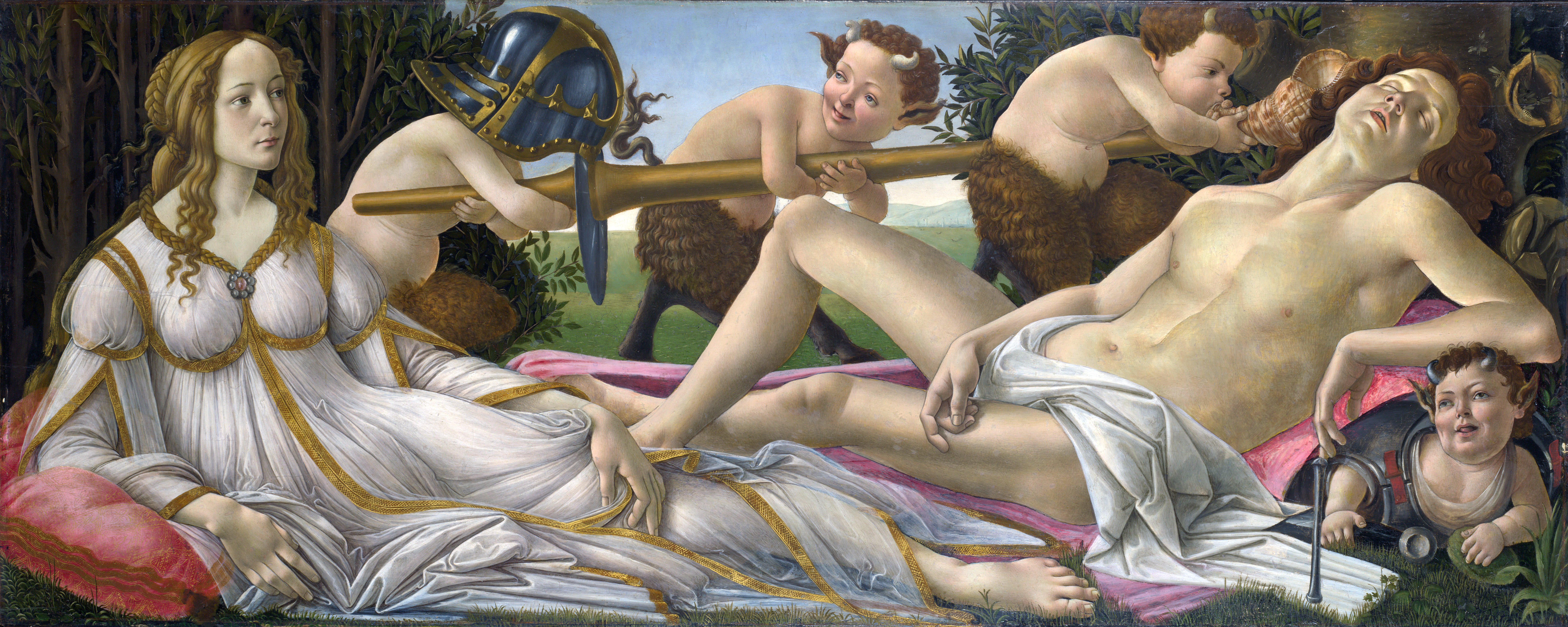
サンドロ・ボッティチェッリ作、ヴィーナスとマルス

マールスは他のローマ神話のどの神とも違い、ローマ建国時に既にローマにいた神であった。3月の神であるのも、気候がよくなり軍隊を動かす季節と一致する。また、これが農耕の始まる季節に一致している。当時のローマ暦は、新年は農耕の始まる3月におかれた。主神と同様に扱われたために、ローマ建設者とされる初代ロームルス王の父親という伝承まで残されている。
ローマ人が農耕民族であったため、マールスも元々は農耕神で、後にローマ人が好戦的になると軍神としても祭られるようになったと考えられている。
マールスからは「マールクス」「マルケッルス」「マリウス」「マールティーヌス」といったローマ人名が派生し、それらをヨーロッパ各語にアレンジした人名が使われている。
マールスは、天体の火星とも同一視されている。ルーヴル美術館所蔵の彫刻「ボルゲーゼのアレース」は美術分野でデッサンによく使われる石膏像に取り上げられており、本来ならアレースであるところを「マルス」と呼ばれて親しまれている。スペイン語では火曜日を「martes」と呼ぶが、本来は「軍神マールスの日」を意味する語である。
また、マールスは、男性の武勇や闘争心を表す比喩として用いられたり、軍神の代名詞として用いられることも多い。ウェヌス（ヴィーナス）が「愛」「女性」を象徴するのに対して、マールスは「武勇」「男性」「火星」の象徴として用いられることも多い。性別記号で男性は「♂」と表記されるが、本来はマールスを意味する記号である。